# Orthonevra nigrovittata
Orthonevra nigrovittata är en tvåvingeart som först beskrevs av Friedrich Hermann Loew 1876.  Orthonevra nigrovittata ingår i släktet glansblomflugor, och familjen blomflugor. Inga underarter finns listade i Catalogue of Life.